# Sonnerie militaire
Pour les articles homonymes, voir Sonnerie.

Soldat jouant une sonnerie au clairon.

Une sonnerie militaire ponctue généralement les cérémonies protocolaires. Elle est souvent jouée au clairon, à la trompette ou au tambour.

## Dans l'armée française

### Extraits audio
- Réveil (en)
(en anglais : Reveille)
- Sonnerie aux morts
(en anglais : Taps)
- Ouverture et fermeture de ban

## Dans l'armée américaine
Taps est une sonnerie de l'armée américaine, utilisée initialement pour l'extinction des feux. Elle est également jouée pour les funérailles et lorsque le drapeau est baissé.

### Extraits audio
- Reveille
(en France : Réveil (en))
- Adjutants Call (« appel aux adjudants »)
- To the Color (« aux couleurs »)
- Tatoo (« tatouage »)
- Retreat (« retraite »)